# Llista d'autopistes d'Alemanya

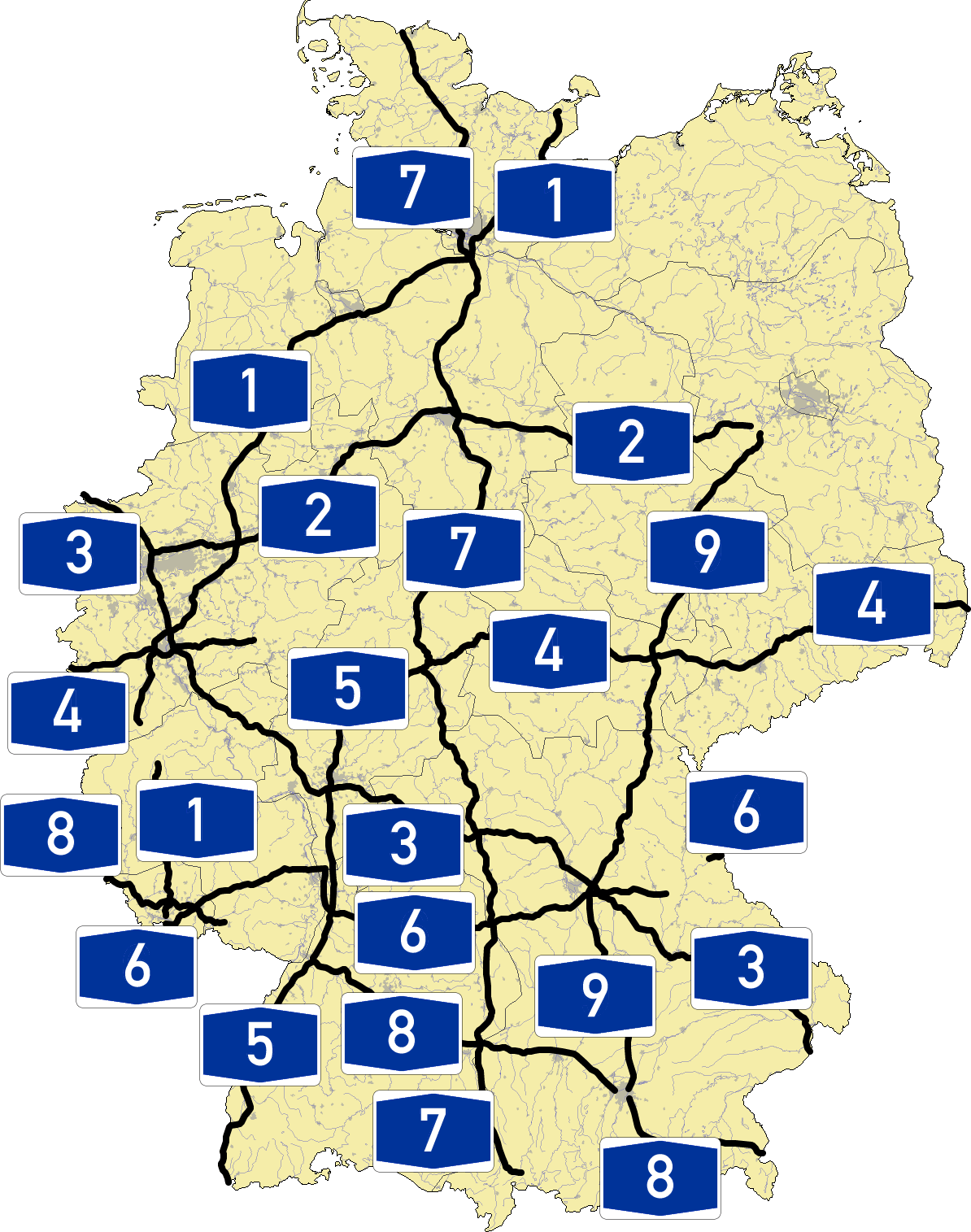
Mapa d'autopistes d'Alemanya

## A 1 - A 9
| Mural | Encaminament | Estat federat alemany a la pista                                                                      | Longitud (km) |
| ----- | --- | --- | ------------- |
|       | (Puttgarden) - Heiligenhafen - Oldenburg in Holstein - Lübeck - Hamburg - Bremen - Osnabrück - Münster - Hamm - Dortmund - Leverkusen - Colònia - Blankenheim Daun - Trèveris - Saarbrücken                                               | Slesvig-Holstein, Hamburg, Baixa Saxònia, Bremen, Rin del Nord-Westfàlia, Renània-Palatinat, Saarland | 732           |
|       | creu Oberhausen - Gladbeck - Gelsenkirchen - Dortmund - Hamm -Bielefeld - Herford - Hannover - Braunschweig - Magdeburg - triangle Werder                                                                                                 | Rin del Nord-Westfàlia, Baixa Saxònia, Saxònia-Anhalt, Brandenburg                                    | 486           |
|       | Països Baixos - Elten - Wesel - Oberhausen - Duisburg - Düsseldorf - Leverkusen - Colònia - triangle Dernbach - Wiesbaden - Frankfurt am Main - Aschaffenburg - Würzburg - Nürnberg - Regensburg - Deggendorf - Passau- Pocking - Àustria | Rin del Nord-Westfàlia, Renània-Palatinat, Hessen, Baviera, Baden-Württemberg                         | 778           |
|       | Bèlgica - Aquisgrà - Colònia - Gummersbach - Olpe - Krombach triangle Kirchheimer - Eisenach - Erfurt - Weimar - Jena - Gera - Chemnitz - triangle Nossen - Dresden - Bautzen - Görlitz - Polònia                                         | Rin del Nord-Westfàlia, Hessen, Turíngia, Saxònia                                                     | 616           |
|       | triangle Hattenbacher - Frankfurt am Main - Darmstadt - Heidelberg - Karlsruhe - Offenburg/Straßburg - Freiburg (Breisgau) - Weil am Rhein - Suïssa                                                                                       | Hessen, Baden-Württemberg                                                                             | 442           |
|       | França - Saarbrücken - Kaiserslautern - Mannheim - Heilbronn - Nürnberg - Amberg - creu Oberpfälzer Wald - Waidhaus - República Txeca | Saarland, Renània-Palatinat, Hessen, Baden-Württemberg, Baviera                                       | 457           |
|       | Dinamarca - Handewitt - Flensburg - Neumünster - Hamburg - Hannover - Göttingen - Kassel - triangle Hattenbacher - Fulda - Würzburg - creu Feuchtwangen/Crailsheim - Ulm - Kempten - Nesselwang - (Füssen) - Àustria                      | Slesvig-Holstein, Hamburg, Baixa Saxònia, Hessen, Baviera, Baden-Württemberg                          | 946           |
|       | Luxemburg - Perl - Saarlouis - Neunkirchen - Pirmasens Karlsruhe - Stuttgart - Ulm - Augsburg - München - Bad Reichenhall/Piding - Àustria                                                                                                | Saarland, Renània-Palatinat, Baden-Württemberg, Baviera                                               | 497           |
|       | triangle Potsdam - Dessau - Leipzig - Hof - Bayreuth - Nürnberg - Ingolstadt - München | Brandenburg, Saxònia-Anhalt, Saxònia, Turíngia, Baviera                                               | 529           |

## A 10 - A 19

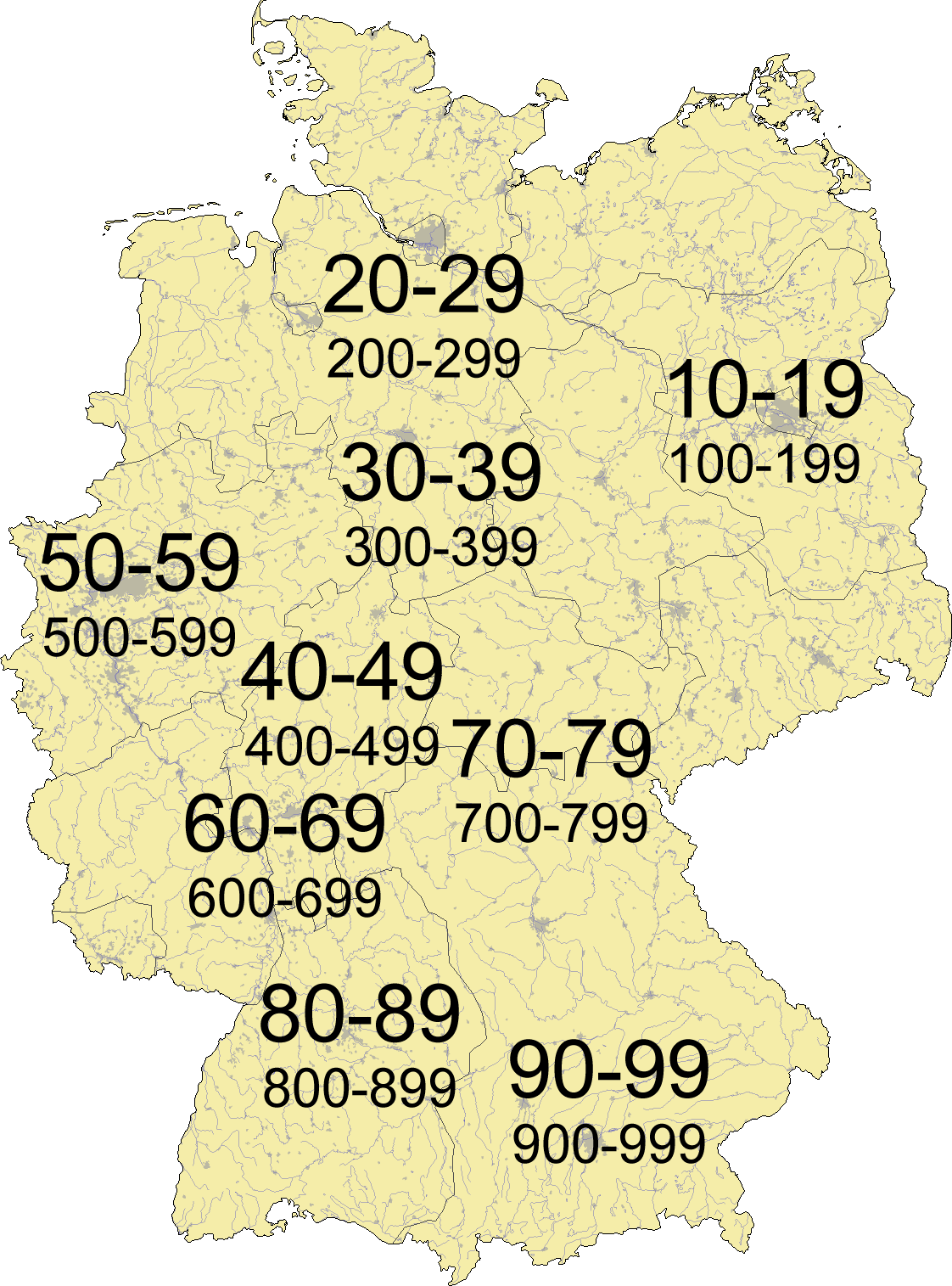
Karta som beskriver nummersystemen för motorvägar där nummer går från 10-999

| Senyal     | Nom           | Trajecte | Estats alemanys al trajecte                                                         | Llargària (km) |
| ---------- | ------------- | --- | ----------------------------------------------------------------------------------- | -------------- |
| VägsSenyal | Berliner Ring | T-Korsning Schwanebeck - T-Korsning Spreeau - Korsning Schönefelder - T-Korsning Nuthetal - T-Korsning Potsdam - T-Korsning Werder - T-Korsning Havelland - Korsning Oranienburg - T-Korsning Pankow - T-Korsning Schwanebeck | Brandenburg, Berlín                                                                 | 196            |
| VägsSenyal |               | T-Korsning Schwanebeck - Finowfurt - Korsning Uckermark - Penkun - Polen | Mecklemburg-Pomerània Occidental, Brandenburg                                       | 110            |
| VägsSenyal |               | T-Korsning Spreeau - Frankfurt (Oder) | Brandenburg                                                                         | 58             |
| VägsSenyal |               | Korsning Schönefelder - T-Korsning Spreewald - Großräschen - Dresden | Brandenburg, Saxònia                                                                | 152            |
| VägsSenyal |               | Wismar - (Under byggnation) - Schwerin - T-Korsning Schwerin Magdeburg - Stassfurt - Halle - Leipzig - T-Korsning Nossen | Mecklemburg-Pomerània Occidental, Saxònia-Anhalt, Saxònia, Brandenburg (Projectats) | 248            |
| VägsSenyal |               | T-Korsning Spreewald - Cottbus - Forst - Polen | Brandenburg                                                                         | 64             |
| VägsSenyal |               | Dresden - Pirna - Bad Gottleuba - Txèquia | Saxònia                                                                             | 45             |
| VägsSenyal |               | T-Korsning Wittstock/Dosse - Rostock | Mecklemburg-Pomerània Occidental                                                    | 124            |

## A 20 - A 29
| Senyal     | Nom                 | Trajecte | Estats alemanys al trajecte                                                                 | Llargària (km) |
| ---------- | ------------------- | --- | ------------------------------------------------------------------------------------------- | -------------- |
| VägsSenyal | Ostseeautobahn      | (Stade - Neumünster - Bad Segeberg) - Lübeck - Korsning Wismar - Korsning Rostock - Grimmen - Greifswald - Neubrandenburg - T-Korsning Uckermark | Baixa Saxònia (Projectats), Slesvig-Holstein, Mecklemburg-Pomerània Occidental, Brandenburg | 323            |
| VägsSenyal |                     | (Kiel) - Bad Segeberg - Bargteheide - (Geesthacht - Lüneburg - Handorf - T-Korsning Egestorf)                                                    | Slesvig-Holstein, Baixa Saxònia (Projectats)                                                | 52             |
| VägsSenyal | Westküstenautobahn  | Heide - Itzehoe - Pinneberg - Hamburg | Slesvig-Holstein, Hamburg                                                                   | 87             |
| VägsSenyal |                     | Hamburg - Schwerin - Wittstock - T-Korsning Havelland                                                                                            | Hamburg, Slesvig-Holstein, Mecklemburg-Pomerània Occidental, Brandenburg                    | 239            |
| VägsSenyal | Marschenlinie       | Hamburg - Geesthacht | Hamburg, Slesvig-Holstein                                                                   | 14             |
| VägsSenyal | Niederelbe-Autobahn | (Drochtersen) - Stade - Horneburg - (Hamburg) | Baixa Saxònia, Hamburg                                                                      | 50             |
| VägsSenyal | Schellfischlinie    | Cuxhaven - Bremerhaven - Bremen - Walsrode | Baixa Saxònia, Bremen                                                                       | 162            |
| VägsSenyal |                     | Leer - Westerstede - Oldenburg - Delmenhorst - (Bremen)                                                                                          | Baixa Saxònia                                                                               | 92             |
| VägsSenyal |                     | Wilhelmshaven - Oldenburg - T-Korsning Ahlhorner Heide                                                                                           | Baixa Saxònia                                                                               | 93             |

## A 30 - A 39
| Senyal     | Nom                                      | Trajecte                                                                               | Estats alemanys al trajecte                              | Llargària (km) |
| ---------- | ---------------------------------------- | -------------------------------------------------------------------------------------- | -------------------------------------------------------- | -------------- |
| VägsSenyal |                                          | Països Baixos - Rheine - Ibbenbüren - Osnabrück - Bad Oeynhausen                       | Rin del Nord-Westfàlia, Baixa Saxònia                    | 129            |
| VägsSenyal | Emslandautobahn, "Friesenspieß"          | Emden - Leer - Lingen - Schüttorf - Gronau - Gladbeck - Bottrop                        | Baixa Saxònia, Rin del Nord-Westfàlia                    | 241            |
| VägsSenyal | Teutoburger-Wald-Autobahn, Senneautobahn | Osnabrück - Borgholzhausen Bielefeld - Paderborn - Korsning Wünnenberg/Haaren          | Rin del Nord-Westfàlia, Baixa Saxònia                    | 75             |
| VägsSenyal | Messeschnellweg Hannover                 | Burgdorf - Hannover-Misburg Hannover Messe - T-Korsning Hannover-Süd                   | Baixa Saxònia                                            | 11             |
| VägsSenyal | Südharzautobahn                          | Göttingen - Nordhausen - Sangerhausen - Halle - Leipzig                                | Baixa Saxònia, Hessen, Turíngia, Saxònia-Anhalt, Saxònia | 219            |
| VägsSenyal | Salzgitter-Autobahn                      | (Hamburg - Lüneburg - Bad Bevensen) - Wolfsburg - Braunschweig - T-Korsning Salzgitter | Baixa Saxònia                                            | 57             |

## A 40 - A 49
| Senyal     | Nom                 | Trajecte | Estats alemanys al trajecte             | Llargària (km)     |
| ---------- | ------------------- | --- | --------------------------------------- | ------------------ |
| VägsSenyal | Ruhrschnellweg      | Venlo - Moers - Duisburg - Mülheim an der Ruhr - Essen - Gelsenkirchen - Bochum - Dortmund - B1 | Rin del Nord-Westfàlia                  | 94                 |
| VägsSenyal | Emscherschnellweg   | Kamp-Lintfort - Duisburg - Oberhausen - Bottrop - Gelsenkirchen - Herne - Castrop-Rauxel - Dortmund | Rin del Nord-Westfàlia                  | 58                 |
| VägsSenyal |                     | Münster - Marl - Recklinghausen - Herne - Bochum - Witten - Wuppertal | Rin del Nord-Westfàlia                  | 95                 |
| VägsSenyal | DüBoDo/Hellweglinie | Bèlgica – Aquisgrà – Jackerath T-Korsning Holz – Mönchengladbach-Odenkirchen Mönchengladbach – Willich – Düsseldorf – Ratingen Heiligenhaus – Velbert – Essen (Mellan Tpl. Velbert-Langenberg och Tpl. Essen-Kupferdreh som B227n Bochum – Witten Dortmund – Unna – Werl – Soest – Kassel - (Eisenach) | Rin del Nord-Westfàlia, Hessen          | 266                |
| VägsSenyal | Sauerlandlinie      | Dortmund – Siegen – Wetzlar – Hanau – Aschaffenburg | Rin del Nord-Westfàlia, Hessen, Baviera | 257                |
| VägsSenyal | Wupperschnellweg    | Heinsberg - Grevenbroich - Neuss - Düsseldorf - Hilden - Wuppertal Hagen - Iserlohn - Hemer - (Menden) - Arnsberg - Bestwig - (Brilon) | Rin del Nord-Westfàlia                  | 133                |
| VägsSenyal |                     | T-Korsning Vulkaneifel - Coblença - T-Korsning Dernbach | Renània-Palatinat                       | 79                 |
| VägsSenyal |                     | Kassel - Schwalmstadt - (planerad utbyggnad mot A5 Gemünden (Felda)) | Hessen                                  | 45 (87 projectats) |

## A 50 - A 59
| Senyal     | Nom                          | Trajecte                                                                             | Estats alemanys al trajecte | Llargària (km)      |
| ---------- | ---------------------------- | ------------------------------------------------------------------------------------ | --------------------------- | ------------------- |
| VägsSenyal |                              | (Roermond) - Mönchengladbach - Düsseldorf - Essen Gladbeck - Gelsenkirchen - Marl    | Rin del Nord-Westfàlia      | 88 (109 projectats) |
| VägsSenyal | Trans-Niederrhein-Magistrale | Goch - Moers - Krefeld - Kaarst - Neuss - Colònia                                    | Rin del Nord-Westfàlia      | 128                 |
| VägsSenyal |                              | Dinslaken – Duisburg Düsseldorf – Langenfeld – Leverkusen Colònia – Troisdorf – Bonn | Rin del Nord-Westfàlia      | 70                  |

## A 60 - A 69
| Senyal     | Nom                                     | Trajecte | Estats alemanys al trajecte                                  | Llargària (km) |
| ---------- | --------------------------------------- | --- | ------------------------------------------------------------ | -------------- |
| VägsSenyal | Eifel-Autobahn                          | Bèlgica - Winterspelt – Bitburg – Wittlich Bingen – Mainz – Rüsselsheim                                                                                    | Renània-Palatinat, Hessen                                    | 83             |
| VägsSenyal |                                         | Països Baixos - Viersen – Mönchengladbach – Bergheim – Swisttal/Euskirchen – Bad Neuenahr-Ahrweiler – Koblenz – Worms – Ludwigshafen am Rhein – Hockenheim | Rin del Nord-Westfàlia, Renània-Palatinat, Baden-Württemberg | 331            |
| VägsSenyal |                                         | Nonnweiler – Landstuhl – Pirmasens | Renània-Palatinat, Saarland                                  | 79             |
| VägsSenyal |                                         | Mainz - Kaiserslautern | Renània-Palatinat                                            | 73             |
| VägsSenyal |                                         | Trèveris - Luxemburg | Renània-Palatinat                                            | 14             |
| VägsSenyal |                                         | Ludwigshafen am Rhein – Neustadt – Landau – Kandel - Wörth am Rhein - Karlsruhe - França                                                                   | Renània-Palatinat                                            | 60             |
| VägsSenyal | Rhein-Main-Schnellweg Kinzigtalautobahn | Eltville – Wiesbaden – Frankfurt-Höchst – Nordwestkreuz Frankfurt – Miquelallee Frankfurt-Enkheim – Hanau – Fulda                                          | Hessen                                                       | 121            |
| VägsSenyal |                                         | Rüsselsheim – Darmstadt – Viernheim | Hessen                                                       | 65             |

## A 70 - A 79
| Senyal     | Nom                                | Trajecte | Estats alemanys al trajecte         | Llargària (km)       |
| ---------- | ---------------------------------- | --- | ----------------------------------- | -------------------- |
| VägsSenyal | Maintalautobahn                    | Schweinfurt – Bamberg – Bayreuth                                                                                         | Baviera                             | 120                  |
| VägsSenyal | Thüringer-Wald-Autobahn            | (Sangerhausen) - Sömmerda – Erfurt – Arnstadt – Ilmenau – Suhl – Meiningen – Schweinfurt                                 | (Saxònia-Anhalt), Turíngia, Baviera | 183                  |
| VägsSenyal | Vogtlandautobahn                   | T-Korsning Bayerisches Vogtland/Hof – Plauen – Zwickau – Chemnitz - (Leipzig)                                            | Baviera, Saxònia                    | 123 (170 projectats) |
| VägsSenyal | Frankenschnellweg, Südwesttangente | Suhl – Schleusingen – Eisfeld – Coburg – Lichtenfels – Bad Staffelstein - Bamberg – Erlangen – Fürth – Nürnberg – Feucht | Turíngia, Baviera                   | 157                  |

## A 80 - A 89
| Senyal     | Nom | Trajecte                                                                                        | Estats alemanys al trajecte | Llargària (km) |
| ---------- | --- | ----------------------------------------------------------------------------------------------- | --------------------------- | -------------- |
| VägsSenyal |     | Würzburg – Heilbronn – Stuttgart – Sindelfingen – Rottweil – Singen (Hohentwiel) – Gottmadingen | Baviera, Baden-Württemberg  | 283            |

## A 90 - A 99
| Senyal     | Nom                                | Trajecte | Estats alemanys al trajecte | Llargària (km)       |
| ---------- | ---------------------------------- | --- | --------------------------- | -------------------- |
| VägsSenyal |                                    | T-Korsning München-Feldmoching – Korsning Neufahrn – Landshut – Deggendorf | Baviera                     | 134                  |
| VägsSenyal | OstBavieraautobahn Inntalautobahn' | T-Korsning Hochfranken – Hof – Weiden – Korsning Oberpfälzer Wald – Regensburg – T-Korsning Holledau Rosenheim/T-Korsning Inntal – Österrike                                           | Baviera                     | 276                  |
| VägsSenyal |                                    | München – Burghausen Malching – Kirchham | Baviera                     | 109 (151 projectats) |
| VägsSenyal |                                    | München – Garmisch-Partenkirchen | Baviera                     | 69                   |
| VägsSenyal |                                    | Lindau – Wangen – Memmingen – Landsberg – München | Baviera, Baden-Württemberg  | 172                  |
| VägsSenyal | Voralpenautobahn                   | Weil am Rhein – Lörrach – Rheinfelden – (Bad Säckingen) - Waldshut-Tiengen - (Jestetten – Schaffhausen) Singen (Hohentwiel) – Stockach                                                 | Baden-Württemberg           | 29                   |
| VägsSenyal | Autobahnring München               | T-Korsning München-Süd-West – Korsning München-West – T-Korsning München-Allach – T-Korsning München-Feldmoching – Korsning München-Nord – Korsning München-Ost – Korsning München-Süd | Baviera                     | 54                   |
| VägsSenyal | Eschenrieder Spange                | T-Korsning München-Allach – T-Korsning München-Eschenried | Baviera                     | 4                    |

## A 100 - A 199
| Senyal     | Nom                     | Trajecte | Estats alemanys al trajecte | Llargària (km) |
| ---------- | ----------------------- | --- | --------------------------- | -------------- |
| VägsSenyal | Berliner Stadtring      | Seestraße – T-Korsning Charlottenburg – T-Korsning Funkturm – Korsning Schöneberg – T-Korsning Neukölln - (Frankfurter Allee) | Berlín                      | 22             |
| VägsSenyal | Westtangente Steglitz   | Saxòniadamm – Korsning Schöneberg - Wolfensteindamm/Schloßstraße                                                              | Berlín                      | 5              |
| VägsSenyal | Reinickendorf-Zubringer | Korsning Oranienburg – T-Korsning Charlottenburg                                                                              | Berlín, Brandenburg         | 17             |
| VägsSenyal | Teltowkanal-Autobahn    | T-Korsning Neukölln – Korsning Schönefeld                                                                                     | Berlín, Brandenburg         | 19             |
| VägsSenyal | Pankow-Zubringer        | T-Korsning Pankow – Prenzlauer Promenade                                                                                      | Berlín, Brandenburg         | 7              |
| VägsSenyal | (AVUS)                  | T-Korsning> Funkturm – Potsdam – T-Korsning Nuthetal                                                                          | Berlín, Brandenburg         | 28             |
| VägsSenyal | Abzweig Treptow         | T-Korsning Treptow – T-Korsning Waltersdorf                                                                                   | Berlín, Brandenburg         | 5              |
| VägsSenyal | Westumfahrung Halle     | (T-Korsning Halle-Nord) - Halle-Neustadt – T-Korsning Halle-Süd                                                               | Saxònia-Anhalt              | 22             |

## A 200 - A 299
| Senyal     | Nom                           | Trajecte                                            | Estats alemanys al trajecte | Llargària (km) |
| ---------- | ----------------------------- | --------------------------------------------------- | --------------------------- | -------------- |
| VägsSenyal |                               | Rendsburg – Kiel                                    | Slesvig-Holstein            | 27             |
| VägsSenyal |                               | Kiel – T-Korsning Bordesholm                        | Slesvig-Holstein            | 17             |
| VägsSenyal | Abzweig Lübeck                | T-Korsning Bad Schwartau – Lübeck-Siems             | Slesvig-Holstein            | 4              |
| VägsSenyal | Masch(e)ner Autobahn          | Maschener Kreuz – Lüneburg                          | Baixa Saxònia               | 28             |
| VägsSenyal | Hafenquerspange               | Georgswerder - (Waltershof)                         | Hamburg                     | 1,5            |
| VägsSenyal | Umgehung Harburg              | Harburg                                             | Hamburg                     | 4              |
| VägsSenyal | Abzweig Veddel                | Hamburg – Veddel                                    | Hamburg                     | 2              |
| VägsSenyal | Eckverbindung Hamburg-Harburg | Hamburg – Buchholz in der Nordheide                 | Hamburg, Baixa Saxònia      | 7              |
| VägsSenyal | Anbindung Bremen-Nord         | Bremen                                              | Bremen                      | 12             |
| VägsSenyal |                               | Bunde                                               | Baixa Saxònia               | 4              |
| VägsSenyal | Eckverbindung Bremen          | Bremen                                              | Bremen                      | 7              |
| VägsSenyal | Stadtautobahn Oldenburg       | Korsning Oldenburg-Nord – T-Korsning Oldenburg-West | Baixa Saxònia               | 7              |

## A 300 - A 399
| Senyal     | Nom                       | Trajecte                                                     | Estats alemanys al trajecte | Llargària (km) |
| ---------- | ------------------------- | ------------------------------------------------------------ | --------------------------- | -------------- |
| VägsSenyal | Eckverbindung Hannover    | T-Korsning Hannover-Nord – Hannover-West                     | Baixa Saxònia               | 18             |
| VägsSenyal | Westtangente Braunschweig | Braunschweig-Wenden – T-Korsning Braunschweig-Südwest        | Baixa Saxònia               | 10             |
| VägsSenyal | Nordtangente Braunschweig | Braunschweig-Watenbüttel-Ost – Braunschweig-Hamburger Straße | Baixa Saxònia               | 3              |
| VägsSenyal | Harz-Highway              | Braunschweig – Wolfenbüttel – Vienenburg                     | Baixa Saxònia               | 42             |

## A 400 - A 499
| Senyal     | Nom                | Trajecte | Estats alemanys al trajecte | Llargària (km) |
| ---------- | ------------------ | --- | --------------------------- | -------------- |
| VägsSenyal |                    | (Hamm) - Werl – Arnsberg-Neheim - (T-Korsning Arnsberg-Neheim)                                              | Rin del Nord-Westfàlia      | 13             |
| VägsSenyal |                    | Wetzlar-Nord – Aßlar – Wetzlar-Blasbach Wettenberg – Gießener Nordkreuz (Gießener Ring) – Reiskirchener Dr. | Hessen                      | 17             |
| VägsSenyal | Osttangente Gießen | Gießener Nordkreuz – Linden – Gießener Südkreuz – Langgöns                                                  | Hessen                      | 20             |

## A 500 - A 599
| Senyal     | Nom                                       | Trajecte                                                                                | Estats alemanys al trajecte | Llargària (km) |
| ---------- | ----------------------------------------- | --------------------------------------------------------------------------------------- | --------------------------- | -------------- |
| VägsSenyal | Abzweig Oberhausen                        | Korsning Oberhausen – Oberhausen-Eisenheim                                              | Rin del Nord-Westfàlia      | 5              |
| VägsSenyal |                                           | T-Korsning Breitscheid – Korsning Duisburg-Süd (Korsning Krefeld-Oppum – Krefeld-Oppum) | Rin del Nord-Westfàlia      | 7              |
| VägsSenyal |                                           | Sonnborner Kreuz – Wuppertal-Dornap – Velbert - (Essen)                                 | Rin del Nord-Westfàlia      | 14             |
| VägsSenyal |                                           | Jüchen – Grevenbroich                                                                   | Rin del Nord-Westfàlia      | 7              |
| VägsSenyal |                                           | Monheim am Rhein – Langenfeld                                                           | Rin del Nord-Westfàlia      | 5              |
| VägsSenyal | Abzweig Aachen                            | Aachen-Europaplatz – Korsning Aquisgrà                                                  | Rin del Nord-Westfàlia      | 4              |
| VägsSenyal |                                           | Korsning Bliesheim – Brühl                                                              | Rin del Nord-Westfàlia      | 13             |
| VägsSenyal | Köln-Bonner Autobahn, Diplomaten-Rennbahn | Colònia – Bonn                                                                          | Rin del Nord-Westfàlia      | 18             |
| VägsSenyal |                                           | Köln-Deutz – Korsning Gremberg – T-Korsning Köln-Porz                                   | Rin del Nord-Westfàlia      | 4              |
| VägsSenyal |                                           | Sankt Augustin – Siegburg – Hennef                                                      | Rin del Nord-Westfàlia      | 13             |
| VägsSenyal | Südbrücke Bonn                            | Bonn-Friesdorf – Korsning Bonn-Ost                                                      | Rin del Nord-Westfàlia      | 3              |
| VägsSenyal |                                           | Bonn – Meckenheim – Grafschaft                                                          | Rin del Nord-Westfàlia      | 31             |
| VägsSenyal | Abzweig Sinzig                            | Ehlingen – T-Korsning Sinzig                                                            | Renània-Palatinat           | 3              |
| VägsSenyal | Abzweig Bad Neuenahr                      | T-Korsning Bad Neuenahr-Ahrweiler – Bad Neuenahr                                        | Renània-Palatinat           | 3              |

## A 600 - A 699
| Senyal     | Nom                                     | Trajecte                                                                                             | Estats alemanys al trajecte | Llargària (km) |
| ---------- | --------------------------------------- | --- | --------------------------- | -------------- |
| VägsSenyal | Abzweig Trier                           | Schweich – Trèveris                                                                                  | Renània-Palatinat           | 11             |
| VägsSenyal |                                         | Saarlouis – Saarbrücken                                                                              | Saarland                    | 31             |
| VägsSenyal |                                         | Friedrichsthal – Saarbrücken                                                                         | Saarland                    | 12             |
| VägsSenyal |                                         | Wiesbaden – Mainz                                                                                    | Hessen, Renània-Palatinat   | 8              |
| VägsSenyal | Wiesbadener Straße, Theodor-Heuss-Allee | Eschborner Dreieck – Westkreuz Frankfurt – Opel-Rondell                                              | Hessen                      | 6              |
| VägsSenyal |                                         | Bad Dürkheim – Ludwigshafen                                                                          | Renània-Palatinat           | 12             |
| VägsSenyal |                                         | Mannheim – Heidelberg                                                                                | Baden-Württemberg           | 12             |
| VägsSenyal |                                         | Viernheim – Weinheim                                                                                 | Baden-Württemberg, Hessen   | 6              |
| VägsSenyal | Taunusschnellweg, Osttangente Frankfurt | Oberursel – Bad Homburger Kreuz – Frankfurt-Riederwald – Offenbach am Main – Egelsbach - (Darmstadt) | Hessen                      | 40             |
| VägsSenyal | Süd-Main-Schnellweg                     | Wiesbaden – Mainz                                                                                    | Hessen                      | 13             |
| VägsSenyal | Querspange Darmstadt                    | Griesheim – Darmstadt                                                                                | Hessen                      | 3              |

## A 800 - A 899
| Senyal     | Nom                    | Trajecte                                 | Estats alemanys al trajecte | Llargària (km) |
| ---------- | ---------------------- | ---------------------------------------- | --------------------------- | -------------- |
| VägsSenyal |                        | Stuttgart-Vaihingen – Korsning Stuttgart | Baden-Württemberg           | 2              |
| VägsSenyal | Querspange Rheinfelden | Karsau – Rheinfelden                     | Baden-Württemberg           | 5              |
| VägsSenyal | Abzweig Donaueschingen | Donaueschingen – T-Korsning Bad Dürrheim | Baden-Württemberg           | 6              |

## A 900 - A 999
| Senyal     | Nom                  | Trajecte                                           | Estats alemanys al trajecte | Llargària (km) |
| ---------- | -------------------- | -------------------------------------------------- | --------------------------- | -------------- |
| VägsSenyal | Abzweig Starnberg    | T-Korsning Starnberg – Percha                      | Baviera                     | 5              |
| VägsSenyal | Abzweig Waltenhofen  | Waltenhofen – T-Korsning Allgäu                    | Baviera                     | 5              |
| VägsSenyal | Autobahnring München | München-Giesing – Sauerlach – Korsning München-Süd | Baviera                     | 11             |

## A 1 - A 995
| Autobahn | Llargària (Km) | Nom                                                 |
| -------- | -------------- | --------------------------------------------------- |
| A1       | 727            | Hansalinie, Vogelfluglinie                          |
| A2       | 486            | "Warschauer Allee"                                  |
| A3       | 778            |                                                     |
| A4       | 616            |                                                     |
| A5       | 455            | Teil der HaFraBa                                    |
| A6       | 457            | Via Carolina                                        |
| A7       | 946            | teilweise Teil der HaFraBa                          |
| A8       | 497            |                                                     |
| A9       | 529            |                                                     |
| A10      | 208            | Berliner Ring                                       |
| A11      | 119            |                                                     |
| A12      | 58             |                                                     |
| A13      | 152            |                                                     |
| A14      | 248            |                                                     |
| A15      | 64             |                                                     |
| A17      | 45             |                                                     |
| A19      | 124            |                                                     |
| A20      | 323            | Ostseeautobahn                                      |
| A21      | 52             |                                                     |
| A23      | 89             | Westküstenautobahn                                  |
| A24      | 239            |                                                     |
| A25      | 18             | Marschenlinie                                       |
| A26      | 50             | Niederelbe−Autobahn                                 |
| A27      | 162            | Schellfischlinie                                    |
| A28      | 93             |                                                     |
| A29      | 95             |                                                     |
| A30      | 129            |                                                     |
| A31      | 241            | Emslandautobahn, "Friesenspieß"                     |
| A33      | 75             | Teutoburger−Wald−Autobahn, Senneautobahn            |
| A37      | 14             | Messeschnellweg Hannover                            |
| A38      | 201            | Südharzautobahn                                     |
| A39      | 68             | Salzgitter−Autobahn                                 |
| A40      | 94             | Ruhrschnellweg                                      |
| A42      | 58             | Emscherschnellweg                                   |
| A43      | 95             |                                                     |
| A44      | 266            | Error en Template:Nts: Les fraccions no són admeses |
| A45      | 257            | Sauerlandlinie                                      |
| A46      | 141            | Wupperschnellweg                                    |
| A48      | 79             |                                                     |
| A49      | 45             |                                                     |
| A52      | 88             |                                                     |
| A57      | 128            | Trans−Niederrhein−Magistrale                        |
| A59      | 70             |                                                     |
| A60      | 114            | Eifel−Autobahn                                      |
| A61      | 331            |                                                     |
| A62      | 80             |                                                     |
| A63      | 73             |                                                     |
| A64      | 14             |                                                     |
| A65      | 60             |                                                     |
| A66      | 121            | Rhein−Main−Schnellweg, Kinzigtalautobahn            |
| A67      | 60             |                                                     |
| A70      | 120            | Maintalautobahn                                     |
| A71      | 183            | Thüringer−Wald−Autobahn                             |
| A72      | 123            | Vogtlandautobahn                                    |
| A73      | 144            | Frankenschnellweg, Südwesttangente                  |
| A81      | 283            | Frankenschnellweg, Südwesttangente                  |
| A92      | 134            |                                                     |
| A93      | 276            | OstBavieraautobahn                                  |
| A94      | 109            |                                                     |
| A95      | 69             |                                                     |
| A96      | 147            |                                                     |
| A98      | 32             | Voralpenautobahn                                    |
| A99      | 47             | Autobahnring München                                |
| A99a     | 4              | Eschenrieder Spange                                 |
| A100     | 22             | Berliner Stadtring                                  |
| A103     | 5              | Westtangente Steglitz                               |
| A111     | 23             | Reinickendorf−Zubringer                             |
| A113     | 10             | Teltowkanal−Autobahn                                |
| A114     | 7              | Pankow−Zubringer                                    |
| A115     | 28             | AVUS                                                |
| A117     | 5              |                                                     |
| A143     | 22             | Westumfahrung Halle                                 |
| A210     | 27             |                                                     |
| A215     | 21             |                                                     |
| A226     | 5              | Abzweig Lübeck                                      |
| A250     | 28             | Masch(e)ner Autobahn                                |
| A252     | 2              | Hafenquerspange                                     |
| A253     | 4              | Umgehung Harburg                                    |
| A255     | 2              | Abzweig Veddel                                      |
| A261     | 10             | Eckverbindung Hamburg−Harburg                       |
| A270     | 12             | Nordumgehung Bremen                                 |
| A280     | 4              |                                                     |
| A281     | 7              | Eckverbindung Bremen                                |
| A293     | 9              | Stadtautobahn Oldenburg                             |
| A352     | 18             | Eckverbindung Hannover                              |
| A391     | 13             | Westtangente Braunschweig                           |
| A392     | 4              | Nordtangente Braunschweig                           |
| A395     | 42             | Harz−Highway                                        |
| A445     | 14             |                                                     |
| A480     | 17             |                                                     |
| A485     | 20             | Osttangente Gießen                                  |
| A516     | 5              | Abzweig Oberhausen                                  |
| A524     | 7              |                                                     |
| A535     | 14             |                                                     |
| A540     | 7              |                                                     |
| A542     | 5              |                                                     |
| A544     | 5              | Abzweig Aachen                                      |
| A553     | 14             |                                                     |
| A555     | 20             | Köln−Bonner Autobahn, Diplomaten−Rennbahn           |
| A559     | 4              |                                                     |
| A560     | 13             |                                                     |
| A562     | 3              | Südbrücke Bonn                                      |
| A565     | 31             |                                                     |
| A571     | 3              | Abzweig Sinzig                                      |
| A573     | 3              | Abzweig Bad Neuenahr                                |
| A602     | 10             | Abzweig Trier                                       |
| A620     | 32             | Abzweig Trier                                       |
| A623     | 12             |                                                     |
| A643     | 8              |                                                     |
| A648     | 6              | Wiesbadener Straße, Theodor−Heuss−Allee             |
| A650     | 13             |                                                     |
| A656     | 12             |                                                     |
| A659     | 6              |                                                     |
| A661     | 40             | Taunusschnellweg, Osttangente Frankfurt             |
| A671     | 13             | Süd−Main−Schnellweg                                 |
| A672     | 3              | Querspange Darmstadt                                |
| A831     | 2              |                                                     |
| A861     | 5              | Querspange Rheinfelden                              |
| A864     | 6              | Abzweig Donaueschingen                              |
| A952     | 5              | Abzweig Starnberg                                   |
| A980     | 5              | Abzweig Waltenhofen                                 |
| A995     | 11             | Autobahnring München                                |